# گرانیت، بلغارستان
گرانیت (به بلغاری: Granit) یک روستا در بلغارستان است که در Bratya Daskalovi Municipality واقع شده‌است. گرانیت ۶۸۰ نفر جمعیت دارد و ۱۷۱ متر بالاتر از سطح دریا واقع شده‌است.